# 韓須
韓 須（かん しゅ、生没年不詳）は、韓貞子（かん ていし）ともいい、春秋時代の晋の卿。
韓須は韓起（韓宣子）の子として生まれた。紀元前540年、韓須は斉に赴いて晋の平公の妻となる公女の少姜（少斉）を迎えた。紀元前538年、平公の命を受けて、使者として出国していた。このころ韓須は韓起の後継と見なされていた。紀元前514年秋、韓起が死去すると、韓須は後を嗣いで韓氏の宗主となった。韓須は平陽に居を移した。